# Posse Comitatus (organisation)
Ne doit pas être confondu avec Posse Comitatus Act.
Le Posse Comitatus (latin, « force du comté ») est un mouvement social populiste d'extrême droite peu organisé, apparu aux États-Unis à partir de la fin des années 1960. Ses membres ont répandu des théories du complot anti-gouvernementales et antisémites au nom de l'idéologie de l'Identité chrétienne, pour contrer ce qu'ils pensent être une atteinte à leurs droits sociaux et politiques. La mouvance des citoyens souverains est apparue au sein du Posse Comitatus.
De nombreux membres de Posse Comitatus pratiquent le survivalisme et ont joué un rôle dans la formation des milices de citoyens armés dans les années 1990. Le Posse Comitatus a été le pionnier de l'utilisation du Terrorisme administratifterrorisme de papier pour harceler les opposants avec des actions en justice absurdes.

## Contexte historique
Développant des liens étroits avec le mouvement de l'identité chrétienne suprémaciste blanche, ils se croient être les vrais Israélites, choisis par Dieu, et ils affirment que les Juifs cherchent à aider Satan à détruire la civilisation et à saper les droits des citoyens blancs au moyen de la Réserve fédérale et l'Internal Revenue Service.
Des chartes du mouvement ont été émises en 1969 à Portland, dans l'Oregon, par Henry Lamont Beach, « un nettoyeur à sec à la retraite et un ancien membre des chemises d'argent, une organisation d'inspiration nazie qui a été établie en Amérique après la prise de pouvoir d'Hitler en Allemagne ». William Potter Gale a été décrit par Daniel Levitas -un expert des organisations antisémites- comme le fondateur du mouvement, tandis que l'Anti-Defamation League le décrit comme ayant aidé à la fondation du groupe.

Les membres de Posse croient qu'il n'y a pas de forme légitime de gouvernement au-dessus de celle du niveau du comté et aucune autorité légale supérieure au shérif du comté. Si le shérif refuse d'exécuter la volonté des citoyens du comté : 
 ... il sera enlevé par le Posse à l'intersection la plus peuplée des rues du canton et à midi, il sera suspendu par le cou, le corps restant jusqu'au coucher du soleil à titre d'exemple pour ceux qui voudraient renverser la loi,. 
Dans les années 1990, le nom du Posse Comitatus tombe progressivement en désuétude au profit de celui des citoyens souverains, une mouvance complotiste anti-gouvernement apparue en son sein.

## Identité chrétienne
Certains membres de Posse ont adopté les croyances antisémites et suprémacistes blanches de l'identité chrétienne. Certains pensent que le gouvernement fédéral américain est illégitime et entre les mains d'un gouvernement d'occupation sioniste (ZOG), une prétendue conspiration juive. En 1985, un membre du Posse Comitatus annonce : « notre nation est maintenant complètement sous le contrôle du gouvernement international invisible de la communauté juive mondiale ».

## Impôts fédéraux
Les membres du Posse Comitatus refusent fréquemment de payer des taxes, d'obtenir un permis de conduire ou de se conformer aux autorités. Ils nient la validité de la monnaie fiduciaire américaine comme n'étant pas soutenue par de l'or, ce qu'ils prétendent que la Constitution exige.
Ils établissent des documents juridiques inhabituels et tentent de les enregistrer, déclarant leur indépendance vis-à-vis des États-Unis ou se posent contre des ennemis présumés comme des employés ou des juges de l'Internal Revenue Service. Ils sont souvent impliqués dans diverses protestations fiscales et ont invoqué des arguments popularisés par les manifestants fiscaux, leurs méthodes de protestation sont d'après l'Anti Defamation League la première instance de terrorisme administratif ("paper terrorism" en anglais) et le Posse Comitatus seraient alors à l'origine de ce mode de protestation répandu dans la communauté des citoyens souverains.

## Activités criminelles
Le Posse Comitatus a fait la une des journaux nationaux lorsque, le 13 février 1983, l'ancien membre de Posse Gordon Kahl tue deux marshals fédéraux qui étaient venus l'arrêter dans le Dakota du Nord et est devenu un fugitif. Une autre fusillade s'ensuit le 3 juin 1983, au cours de laquelle Kahl et Gene Matthews le shérif de Lawrence County (Arkansas) sont tués. D'autres membres du groupe ont également été reconnus coupables de délits allant de l'évasion fiscale et la contrefaçon à des menaces de mort contre des agents et des juges de l'Internal Revenue Service.
L'organisation a également démontré qu'elle soutenait ses membres sur d'autres questions. Le 2 septembre 1975, Francis Earl Gillings, fondateur d'un groupe Posse du comté de San Joaquin, a dirigé un groupe de membres armés Posse pour empêcher les organisateurs du syndicat United Farm Workers de tenter d'organiser des cueilleurs de tomates non syndiqués. Alors que les adjoints du shérif tentaient d'arrêter Gillings sur un mandat d'arrêt, l'un d'eux s'est bagarré avec Gillings et un coup de feu a été tiré, blessant l'oreille d'un adjoint.
Le 15 août 2012, cinq suspects sont arrêtés dans le cadre de la fusillade mortelle de deux adjoints du shérif et de deux autres blessés dans la paroisse Saint-Jean-Baptiste, en Louisiane. Terry Smith, 44 ans ; Brian Smith, 24 ans ; Derrick Smith, 22 ans ; Teniecha Bright, 21 ans ; et Kyle David Joekel, 28 ans, ont été identifiés, Brian Smith et Joekel étant les tireurs de l'incident. Selon les rumeurs, les hommes seraient affiliés à un groupe Posse Comitatus. Le 17 août 2012, deux autres suspects — Chanel Skains, 37 ans, et Britney Keith, 23 ans — ont été accusés après coup.